# Хоффман, Роалд
Ро́алд Хо́ффман (англ. Roald Hoffmann; род. 18 июля 1937 года, Золочев, Тарнопольское воеводство, Польша) — американский химик, лауреат Нобелевской премии по химии «за разработку теории протекания химических реакций» совместно с Кэнъити Фукуи. Профессор Корнеллского университета.

## Биография
Роалд Хоффман родился в польском городе Злочув (с 1939 года Золочев, Львовская область Украины) в еврейской семье инженера, выпускника Львовского политехнического института Гилеля Сафрана и учительницы Клары Розен. Своё имя получил в честь Руаля Амундсена.
Во время Второй мировой войны семья Хоффмана попала в нацистское гетто, затем в трудовой лагерь. Отец тайно вывез Роалда вместе с матерью из лагеря в начале 1943 года. До конца немецкой оккупации Роалд и Клара Сафран жили в соседнем украинском селе Унив, где их прятал на чердаке школы украинский учитель Николай Дзюк. Гилель Сафран оставался в лагере и организовал попытку мятежа, которая была обнаружена. Он был убит нацистами и их пособниками в июне 1943 года. Большинство остальных членов семьи Хоффмана постигла та же участь.
После освобождения Красной армией в июне 1944 года Хоффман с матерью переехал в Перемышль (Пшемысль), а затем в Краков, где, наконец, пошёл в школу. Его мать снова вышла замуж, и Павел Хоффман стал приёмным отцом для Роалда. Павел Хоффман умер за два дня до получения Нобелевской премии Роалдом и оставался в тёплых отношениях с ним до самой смерти.
В 1946 году они переехали из Польши в Чехословакию. Оттуда они переехали в лагерь для перемещённых лиц Биндермихль, который находился около Линца, в Австрии. В 1947 году они отправились в другой лагерь — Вассеральфинген близ города Аален в Германии, затем переехали в Мюнхен. В 1949 году они переехали в Соединённые Штаты Америки, где поселились в Бруклине. На тот момент Хоффману было 11 лет. Английский стал шестым языком, который он выучил за свою жизнь. После школ P.S. 93 и P.S. 16 он поступил в школу Стайвесант, одну из выдающихся научных школ Нью-Йорка. Среди его одноклассников были не только будущие учёные, но и юристы, историки, писатели. Летом он ездил в детский лагерь в Катскильских горах. В 1958 году родилась Элинор, его младшая сестра.
В 1955 году начал учёбу в Колумбийском университете в качестве студента-медика. Во время учёбы в университете Хоффман уделял большое внимание гуманитарным курсам. В своей автобиографии он писал: «Мир, который открыли передо мной курсы, не относящиеся к естественным наукам, — это то, что я помню лучше всего из дней, проведенных в Колумбийском колледже. Я чуть было не перешел на историю искусства».
Летом 1955 и 1956 годов Хоффман работал в Национальном Бюро Стандартов в Вашингтоне с Ньюманом и Фергюсоном. Летом позже он работал в Брукхейвенской Национальной Лаборатории с Каммингом. Его учителями химии были Фрэнкель и Халфолд, которых позже он вспоминал с добротой и благодарностью.
В 1958 году окончил Колумбийский университет и поступил в аспирантуру Гарвардского университета. Он намеревался работать с Моффиттом, замечательным молодым теоретиком, но тот умер на первом году его аспирантуры. Молодой преподаватель, Гутерман, был одним из немногих членов факультета в Гарварде, кто в то время был заинтересован в теоретических исследованиях, и Хоффман начал с ним работать. Летом 1959 года он получил стипендию от группы Квантовой химии Лоудина в Уппсале для посещения летней школы. Школа была проведена на острове Лидинго за пределами Стокгольма. Там он встретил Еву Бёрьессон, летом она работала в приёмной школы, и они поженились в следующем году.
По возвращении в Гарвард Хоффман провел несколько неуспешных экспериментов, и они с Евой улетели на год в Советский Союз. Это был второй год обмена аспирантами США и СССР. Он работал в течение 9 месяцев в Московском государственном университете с А. С. Давыдовым по теории возмущений. С того времени начиналось его овладение русским языком и интерес к русской культуре.
По возвращении в США Хоффман поменял научных руководителей и начал работать с Липскомбом, который только что пришёл в Гарвард. Он программировал то, что позже было названо расширенным методом Хюккеля. Хоффман применял его в основном для гидридов бора и полиэдрических молекул. Этим же методом Хоффман приближённо рассчитал барьер во внутреннем вращении этана. Это было началом его работы над органическими молекулами.
В 1962 году он защитил докторскую диссертацию и стал первым доктором наук Липскомба и Гутермана. Три последующих года (1962—1965) Роалд Хоффман проработал в Гарвардском университете ассистентом лауреата Нобелевской премии по химии Роберта Вудворда. По воспоминаниям самого Хоффмана, Вудворд обладал ясностью мысли, способностью к концентрации, энциклопедическими знаниями химии и эстетическим чувством, не имеющим аналогов в современной химии. В это время Хоффман начал исследовать все виды органических превращений.
В период с 1962 по 1965 годы у Хоффмана родились двое детей, Гилель Ян и Ингрид Елена.
В 1965 году он переехал в Итаку, получив должность профессора физических наук Корнеллского университета.
В 1965 году вместе с Вудвордом он сформулировал принцип сохранения орбитальной симметрии при химических реакциях («правило Вудворда — Хоффмана»). Проводя в Корнеллском университете свои исследования, Хоффман построил обобщённую квантовую теорию атомных и молекулярных столкновений в ходе химических реакций, за что в 1981 году был удостоен Нобелевской премии по химии.
В 1986—1988 годах участвовал в создании телевизионного курса вводной химии. «Мир химии» представляет собой серию из 26 получасовых эпизодов, разработанную в Университете штата Мэриленд и созданную Ричардом Томасом. Проект финансировался Анненберг Фондом — Корпорацией Общественного Вещания. Был телеведущим в сериях, которые начали выходить в эфир на ПБС в 1990 году. «Мир химии» по-прежнему используется в сотнях школ США и за рубежом.
В 1992 году подписал «Предупреждение человечеству».
На рубеже февраль-март 2022 года подготовил открытое письмо против вторжения российских войск на Украину, которое подписали свыше 160 нобелевских лауреатов.

## Научная деятельность
Научные интересы Хоффманна — это исследования электронной структуры стабильных и нестабильных молекул и переходных состояний в реакциях. Он применяет как различные квантово-химические методы расчета, так и качественные аргументы к проблемам строения и реакционной способности и органических, и неорганических молекул среднего размера и протяжённых систем в одно-, двух- и трёх измерениях.
Его первым крупным научным вкладом была разработка расширенного метода Хюккеля (в сотрудничестве с группой Липскомба), схемы молекулярных орбиталей, которая позволила рассчитать приблизительную электронную структуру молекул и которая дала разумные предсказания молекулярных конформаций и простых потенциальных поверхностей. Эти расчеты сыграли важную роль в возрождении интереса к электронам и их свойствам.
Вторым важным вкладом Роальда Хоффмана было двустороннее исследование электронной структуры переходных состояний и интермедиатов в органических реакциях. В плодотворном сотрудничестве с Р. Б. Вудвордом из Гарвардского университета, он применил простые, но мощные аргументы симметрии и связи к анализу согласованных реакций. Эти соображения имели значительное прогностическое значение и стимулировали много продуктивной экспериментальной работы. Во втором подходе Хоффман проанализировал с помощью различных полуэмпирических методов молекулярные орбитали большинства типов реактивных интермедиатов в органической химии — карбониевых ионов, бирадикалов, метиленов, бензилов и т. д. Важные понятия, такие как взаимодействие через связь и гиперконьюгативное орбитальное взаимодействие, а также общий принцип пограничного контроля орбиталей, появились благодаря этой работе.
Доктор Хоффман и его сотрудники исследовали структуру и реакционную способность неорганических и металлоорганических молекул. Приблизительные расчеты молекулярных орбиталей и аргументы, основанные на симметрии, были применены его группой для изучения основных структурных особенностей каждого вида неорганических молекул, от комплексов малых двуатомных молекул до кластеров, содержащих много атомов переходных металлов. Особенно полезное теоретическое устройство, концептуальное создание сложных молекул из (ML)n фрагментов, было использовано группой Хоффмана для анализа связей кластеров, равновесной геометрии и конформационных предпочтений олефинов и полиеновых металлокарбонильных комплексов. Теперь доступно удовлетворительное понимание способа связывания практически каждого органического лиганда в металл-лигандный комплекс, а начало было положено исследованиями поверхностей потенциальной энергии для реакций присоединения этилена, восстановительного элиминирования и реакций миграционного присоединения алкила. Несколько новых структурных типов, такие как тройной двухэтажный и порфириновый сендвичи, были предсказаны, а позже синтезированы.
В области неорганической химии доктор Хоффман и его коллеги систематически изучали геометрию, многогранные перегруппировки и предпочтения в замещении пяти-, шести-, семи- и восьмикоординационных комплексов, факторы, которые влияют на то, будут ли некоторые лиганды образовывать мостик или нет, ограничения связывания металл-металл, и геометрию комплексов уранила и других актинидов.
Важным концептуальным продвижением группы Хоффмана была изолобальная аналогия, отображение друг на друга наиболее важных фрагментов органической и неорганической химии. Аналогия особенно полезна для выяснения структурных сходств между органическими и неорганическими молекулами, часто неожиданных. Но это также служит в качестве руководства к реакционной способности и синтезу. Изолобальная аналогия была предметом Нобелевской лекции Хоффмана.
Хоффман также исследовал электронную структуру протяженных систем в одном, двух и трех измерениях. Подход граничных орбиталей нашёл аналог в этой работе, в плотностях состояний и их расщеплении. Он предложили очень полезный инструмент, кривую COOP. Аналогично заселенности перекрывания в твердом состоянии, она показывает, что прочность связи зависит от количества электронов. Были изучены разнообразные молекулы, такие как платиноцианиды, фазы Шевреля, карбиды переходных металлов, смещенные переходы в NiAs, MnP и NiP, новые металлические формы углерода, создание и разрыв связей в твердом состоянии, и многие другие системы. Одним из основных направлений изучения твердой фазы были поверхности, особенно взаимодействия СН4, ацетилена и CO с поверхностями конкретных металлов. Группа Хоффмана смогла довести до конца уникальное сравнение неорганических и поверхностных реакций.
«Прикладная теоретическая химия» — это способ, каким Роальд Хоффман любит характеризовать частности сочетания вычислений, стимулируемых экспериментом и построением обобщённых моделей, рамок для понимания, то есть его вклад в химию.

## Литературная деятельность
Роалд Хоффман — автор не только научных, но и научно-популярных и философских работ, пьес, стихов.
В США выходили его поэтические сборники:
- «The Metamict State» (1987)
- «Gaps and Verges» (1990)
- «Memory Effects» (1999)
- «Soliton» (2002)
- «Catalista» (2002)

В России:
- Роалд Хофман. Избранные стихотворения = Roald Hoffmann. Selected Poems / Переводчики: Михалевич Анна Александровна, Фет В., Райкин В. , Данилов Ю., Базилевский М.. — М.: Текст, 2011. — 176 с. — 2000 экз. — ISBN 978-5-7516-0947-4.

В 1993 году опубликована книга «Chemistry Imagined», которую Хоффман написал в соавторстве с художницей Вивиан Торренс. В «Chemistry Imagined» Хоффман обсуждает социальный, культурный, литературный и психологический контексты химии, она была переведена на китайский и испанский языки.
В 1995 году опубликован труд «The Same and Not the Same». Эта книга указывает на двойственность, которая лежит под поверхностью химии. Она была переведена на корейский, испанский, русский, итальянский, немецкий и китайский. Она была выбрана Министерством по делам культуры и спорта Республики Корея как одна из лучших академических книг года. В 2001 г. в издательстве «Мир» вышел перевод этой книги на русский язык под названием «Такой одинаковый и разный мир».
В 1997 году В. Фриман опубликовал «Old Wine, New Flasks; Reflections on Science and Jewish Tradition» Роальда Хоффмана и Шира Лейбовиц Шмидт. Эта книга показывает в неконфронтационном (и остроумном) виде, как наука и религия, имея дело с миром, обе привели к вечным и важным вопросам власти, чистоты, самобытности, естественного и искусственного. «Old Wine, New Flasks; Reflections on Science and Jewish Tradition» была переведена на испанский язык.
Спектакль «Кислород» Карла Джерасси и Роальда Хоффмана был представлен в США в Сан-Диего в Репертуарном Театре в 2001 году и был пущен в производство на Студии Риверсайд в Лондоне и (на немецком) в Вюрцбурге и Мюнхене осенью 2001 года. Спектакль был также в эфире BBC World Service и Западного Немецкого Радио, и был издан на английском, немецком, французском, китайском, корейском, бразильском португальском, португальском и испанском языках. Вторая пьеса Роальда Хоффмана, «Надо было», была сыграна несколько раз с 2006 года, была издана на итальянском языке и переведена на немецкий и русский. Новый спектакль «Мы есть то, что принадлежит вам» был прочитан публично впервые на семинаре в Университете Ричмонда в 2009 году.

## Награды
- 1969 — Премия Американского химического общества по экологически чистой химии[англ.]
- 1969 — Премия Фресениуса от Фи Лямбда Эпсилон
- 1969 — Премия Харрисона Хоу от Американского химического общества
- 1970 — Премия Международной Академии молекулярных квантовых наук
- 1970 — Премия имени Артура Коупа от Американского Химического Общества (совместно с Робертом Вудвордом)
- 1974 — Премия Лайнуса Полинга
- 1974 — Премия столетия
- 1978 — Стипендия Гуггенхайма[11]
- 1980 — Силлимановская лекция
- 1981 — Медаль Николса от Нью-Йоркского подразделения Американского химического общества
- 1981 — Нобелевская премия по химии (совместно с Кенъити Фукуи)
- 1982 — Премия Американского химического общества по неорганической химии
- 1983 — Национальная научная медаль США
- 1986 — Премия Колледжа Дикинсона
- 1986 — Премия НАН США по химическим наукам[англ.]
- 1990 — Медаль Пристли от Американского химического общества
- 1991 — Золотая медаль имени Н. Н. Семёнова от Академии наук СССР
- 1994 — Медаль Столетия Высшей школы искусств и наук Гарвардского университета
- 1996 — Премия Пиментел в области химического образования от Американского химического общества
- 1997 — Премия Элизабет А. Вуд (Elizabeth A. Wood[англ.]) от Американской кристаллографической ассоциации (первый удостоенный)
- 1998 — Премия Столетия со дня рождения Джавахарлала Неру от Индии
- 2006 — Золотая медаль Американского института химиков
- 2009 — Премия Джеймса Грейди−Джеймса Стака за интерпретацию химии для общества[англ.]*
- 2009 — Премия за службу обществу от Национального научного совета[англ.][12]
- 2011 — Большая золотая медаль имени М. В. Ломоносова от Российской академии наук
- Marie Curie Medal[англ.] (2019)